# Lampang
Lampang (thailändisch ลำปาง, alter Name Nakhon Khelang) ist eine Großstadt (เทศบาลนครลำปาง) in der thailändischen Provinz Lampang.
Sie ist die Hauptstadt des Landkreises (Amphoe) Mueang Lampang und die Hauptstadt der Provinz Lampang. Die Provinz Lampang liegt in der Nordregion von Thailand.
Die Großstadt Lampang hat 55.852 Einwohner. (Stand 2012) Dies bezieht sich jedoch nur auf die Kernstadt. Diese hat außerdem noch ein dichtbesiedeltes Umland. In den westlichen und südlichen Vororten, die zu Thesaban Mueang Khelang Nakhon (nach dem historischen Namen Lampangs) zusammengefasst wurden, leben weitere 60.740, im nordöstlich angrenzenden Thesaban Mueang Phichai 12.850 Einwohner.

## Geographie
Lampang liegt etwa 80 Kilometer südöstlich von Chiang Mai in einer weiten Ebene des Mae Nam Wang, die Entfernung zur Hauptstadt Bangkok beträgt ungefähr 500 Kilometer. Die Stadt ist umgeben von Wäldern und einer malerischen Gebirgslandschaft, den Khuntan Bergen im Westen und den Pi-Pan-Num Bergen im Osten.

## Klima
Lampang hat ein relativ trockenes Klima. Der „Winter“ beginnt nach den letzten Monsunschauern im November und dauert bis März. Kalte Luftmassen aus Sibirien führen manchmal (allerdings relativ selten) zu Nachttemperaturen unter 10 Grad Celsius. Der Winter ist meist sehr trocken, sonnig, klar und recht angenehm bei Tag, kühl und öfter neblig bei Nacht.
Der Sommer dauert in der Regel von März bis Juni. Im April steigen die Temperaturen bis 40 Grad Celsius. Nachmittags gibt es öfter Stürme und Regenschauer.
Die Regenzeit beginnt im Juni und dauert bis November. Lampang liegt außerhalb der großen Monsunwinde und leidet daher nicht unter den großen Überschwemmungen, die Chiang Mai in den letzten Jahren häufig heimsuchten.

## Wirtschaft
- Reisanbau
- Baumwolle
- Mais
- Keramikherstellung

## Verkehr

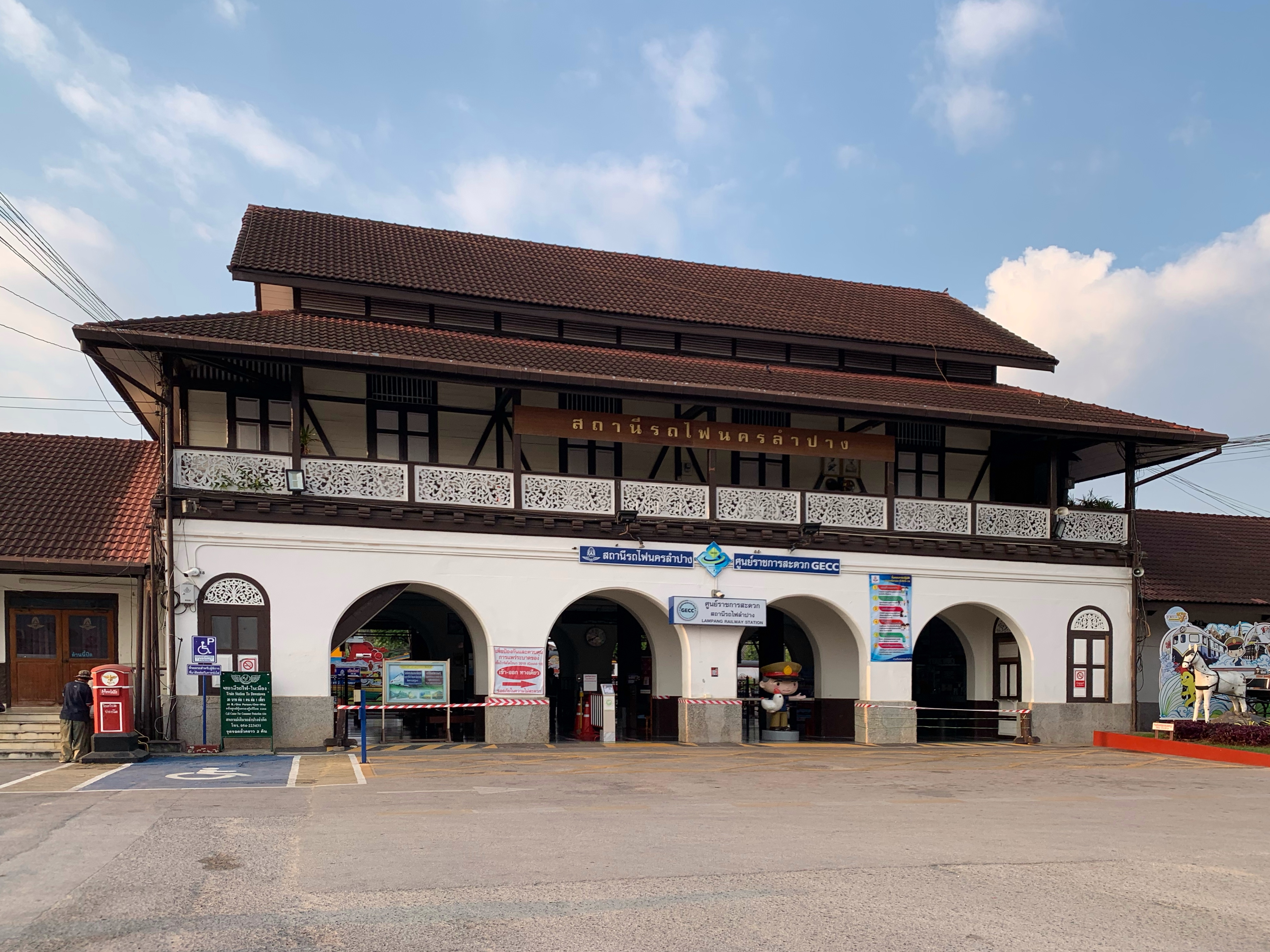
Bahnhof Lampang

### Flughafen
- Flughafen Lampang

### Eisenbahn
Lampang hat einen Bahnhof der Thailändischen Staatsbahn an der Nordbahn, die Bangkok mit Chiang Mai verbindet.

## Bildungseinrichtungen
- Rajabhat-Universität Lampang
- Bunyawat-Wittayalai-Schule

## Geschichte
Lampang war Hauptstadt eines gleichnamigen Mon-Fürstentums, das im 7. Jahrhundert gegründet wurde. Im 11. Jahrhundert kam es zum Khmer-Reich, unter König Mangrai zu Lan Na. Im 16. Jahrhundert eroberten die Birmanen den gesamten Norden des heutigen Thailands, darunter auch Lampang. Im späten 18. Jahrhundert ermordete Nan Thip Chang den lokalen burmesischen Herrscher im Wat Phrathat Lampang Luang und vertrieb in einem Aufstand die Burmesen. Die Nachfolger Nan Thip Chang, bekannt als die Chao Chet Ton („die sieben Prinzen“) wurden die Herrscher der Lan-Na-Städte, bis die Lan Na-Reiche unter König Chulalongkorn (Rama V) Siam (Thailand) angegliedert wurden.

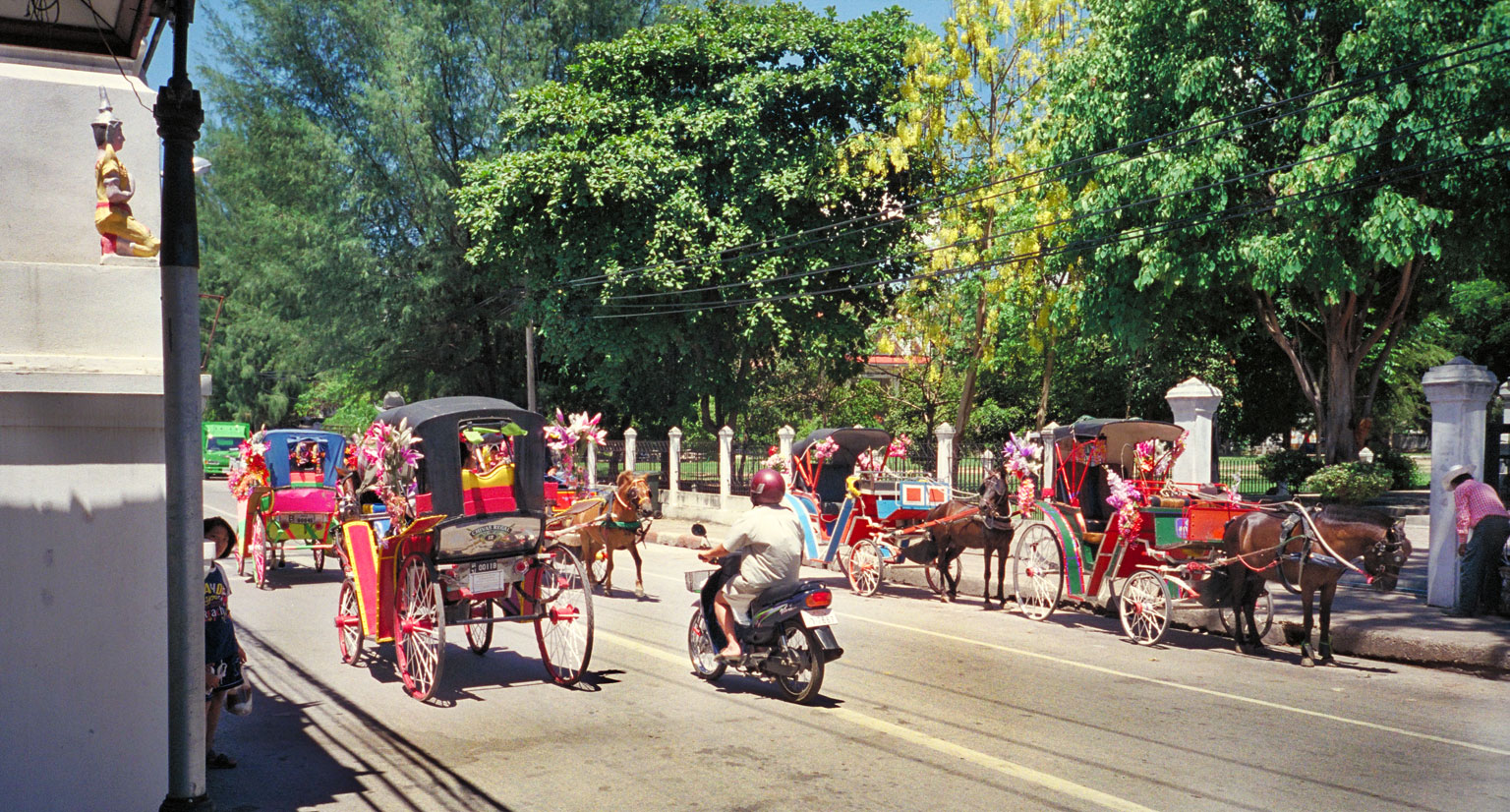
Pferdekutschen in Lampang

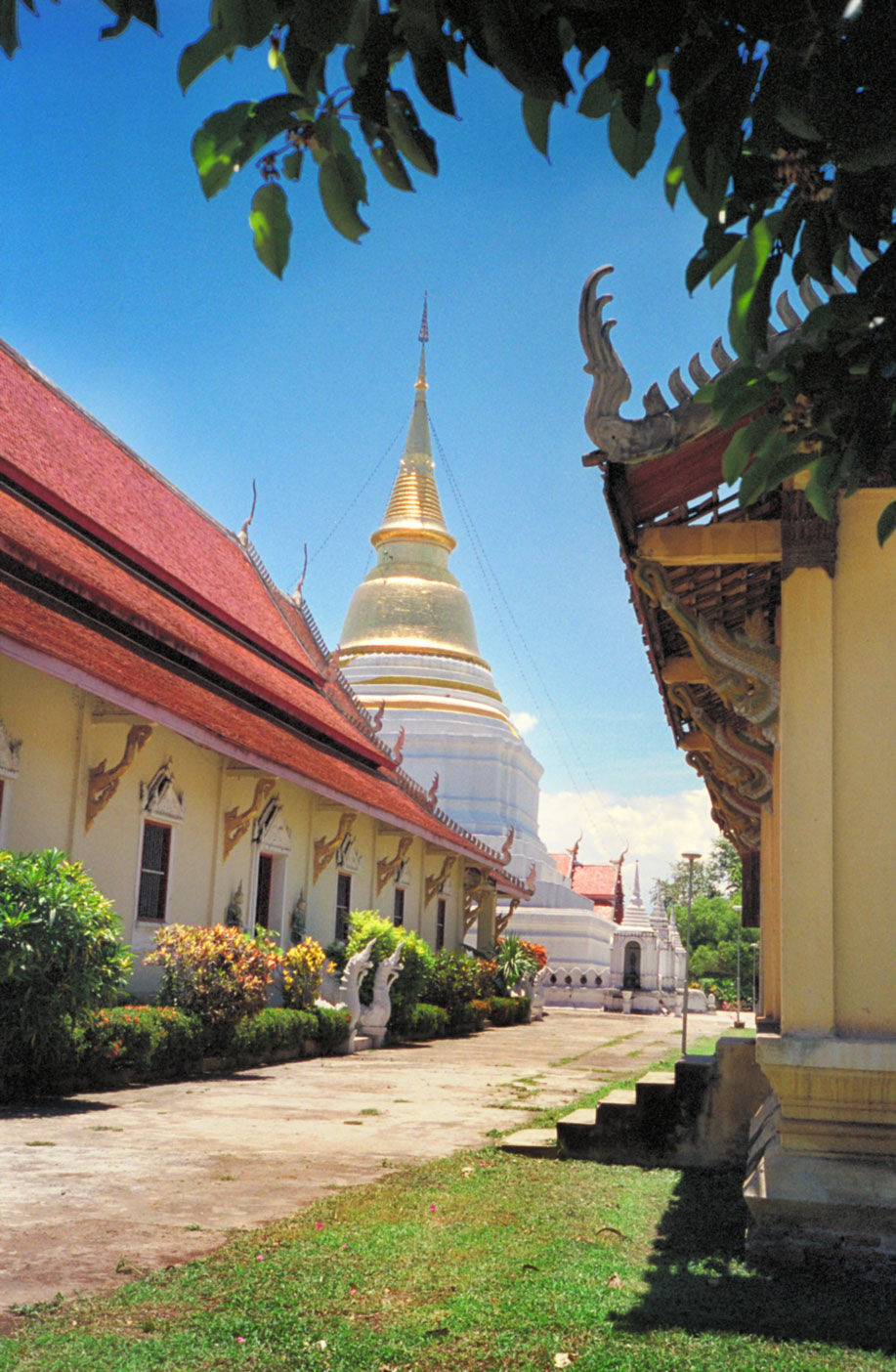
Viharn Luang und Chedi des Wat Phra Kaeo Don Tao

## Sehenswürdigkeiten
Obwohl Lampang mit Zug, Bus oder Flugzeug gut erreichbar ist, blieb es vom Massentourismus verschont, der den Charakter von Chiang Mai oder Chiang Rai so sehr verändert hat. Touristen kommen in der Regel nur für einen kurzen Zwischenstopp und besuchen einen der bekannten buddhistischen Tempel (Wat).
- Wat Phra Kaeo Don Tao – einer der am meisten verehrten Tempel in Thailand, erbaut ab 1680, schöne Holzschnitzereien im burmesischen Stil und ein tönerner Elefant, der daran erinnern soll, dass einst der berühmte Smaragd-Buddha im 15. Jahrhundert hier verwahrt wurde.
- Wat Sri Bunrueang und Wat Pa Fang sind zwei ausgedehnte Tempel im burmesischen Stil, die im späten 19. Jahrhundert von reichen Thais erweitert wurden.
- Wat Phra That Chedi Sao – der Tempel der Zwanzig Chedis.
- Das Bahnhofsgebäude in der Gemeinde Phichai wurde zwischen 1906 und 1912 von dem deutschen Architekten Karl Döhring entworfen und gebaut.

## Persönlichkeiten
- Pierra Vejjabul (1909–1984), eine der ersten Ärztinnen Thailands sowie eine Pionierin auf dem Gebiet der Sozialreform
- Nakarin Fuplook (* 1983), Fußballspieler
- Karn Jorates (* 1997), Fußballspieler
- Korraphat Nareechan (* 1997), Fußballspieler